# 1229
- Wikisource

| Calendário gregoriano                                                        | 1229 MCCXXIX                                         |
| Ab urbe condita                                                              | 1982                                                 |
| Calendário arménio                                                           | 678 – 679                                            |
| Calendário bahá'í                                                            | -615 – -614                                          |
| Calendário budista                                                           | 1773                                                 |
| Calendário chinês                                                            | 3925 – 3926 Início a 27 de janeiro (aproximadamente) |
| Calendário copta                                                             | 945 – 946                                            |
| Calendário etíope                                                            | 1221 – 1222                                          |
| Calendários hindus - Vikram Samvat - Calendário nacional indiano - Cáli Iuga | 1284 – 1285 1150 – 1151 4329 – 4330                  |
| Calendário Holoceno                                                          | 11229                                                |
| Calendário islâmico                                                          | 626 – 627                                            |
| Calendário judaico                                                           | 4989 – 4990                                          |
| Calendário persa                                                             | 607 – 608                                            |
| Calendário rúnico                                                            | 1479                                                 |
| Calendário solar tailandês                                                   | 1772                                                 |

1229 (MCCXXIX, na numeração romana) foi um ano comum do século XIII do Calendário Juliano, da Era de Cristo, e a sua letra dominical foi G (52 semanas), teve início numa segunda-feira e terminou também numa segunda-feira.
No reino de Portugal estava em vigor a Era de César que já contava 1267 anos.
| Ano completo                         |
| ------------------------------------ |
| Ano comum com início à segunda-feira |

## Eventos
- 14 de Outubro - Papa Gregório IX assina a bula Ipsa nos cogit pietas que isentava a Ordem do Templo do pagamento das décimas para as despesas da Terra Santa, atendendo a que já arriscavam a vida na guerra continua contra os infiéis pela fé e amor de Cristo.
- D. Sancho II ocupa Elvas, concedendo-lhe foral. Os avanços prosseguiram, conquistando Juromenha.
- Os leoneses apoderam-se de Badajoz, tornando a fronteira muçulmana muito mais frágil.

## Mortes
- Iacute de Hama, geógrafo e biógrafo sírio (n. 1179).